# Gildo Arena
Ermenegildo Arena dit Gildo (né le 25 février 1921 à Naples, mort le 8 février 2005 dans la même ville) est un nageur et un joueur de water-polo italien, vainqueur d'une médaille de bronze lors des Jeux olympiques de 1952 à Helsinki après le titre olympique de 1948 à Londres.

## Biographie
Ayant remporté le titre olympique en 1948 avec la Coupe du meilleur joueur du tournoi olympique, en marquant 12 buts, l'année précédente il avait été Champion d'Europe à Monaco. Il a également remporté 5 titres nationaux avec la Rari Nantes Napoli entre 1939 et 1950 et un 6e titre avec la Canottieri Napoli en 1951 (transfert obtenu en échange d'une Fiat 500 Topolino et de 500 000 lires).
Gildo Arena est considéré comme l'inventeur de l'expression « Settebello » qui désigne depuis l'équipe italienne de water-polo. Lors d'un voyage de retour de Ligurie, les joueurs Italiens jouent à la scopa quand quatre touristes allemandes montent dans leur train dans une gare de Toscane. Sort alors du jeu  la carte du « 7 de deniers » (dit «il Settebello»). « Wir sind sieben. Sieben und schon », nous sommes sept, sept et beaux, nous sommes nous le Settebello, chantonnent les joueurs aux demoiselles. Le joueur demande alors au célèbre journaliste italien Nicolò Carosio d'appeler ainsi l'équipe nationale avant les Jeux olympiques de 1948, où l'Italie remporte le titre sous les sifflets britanniques.  Avec ses 11 buts, Arena est néanmoins applaudi et obtient le prix Columbus du meilleur joueur du tournoi.
Gildo Arena est aussi l'inventeur de la « beduina », un tir au but en water-polo. Exécuté dos au but,  ballon à ras de l'eau et le corps  moitié renversé, le tir est effectué vers le haut de la cage.